# Sofia Corban
Sofia Corban, z domu Banovici (ur. 1 sierpnia 1956 w Drăgănești-Vlașca) – rumuńska wioślarka, złota medalistka olimpijska i trzykrotna medalistka mistrzostw świata.

## Kariera
Wystąpiła na igrzyskach olimpijskich w Moskwie w 1980, zajmując czwarte miejsce w czwórkach podwójnych ze sternikiem. Walkę o podium Rumunki przegrały z osadą Bułgarii o 0,72 sekundy. Na rozgrywanych cztery lata później igrzyskach olimpijskich w Los Angeles osada Rumunii w składzie: Maricica Țăran, Anișoara Sorohan, Ioana Badea, Sofia Corban i Ecaterina Oancia, zdobyła złoty medal w tej samej konkurencji. W finale o 1,46 sekundy wyprzedziły osadę USA i o 1,91 sekundy osadę Danii. 
W czwórkach podwójnych zdobyła także brązowe medale na mistrzostwach świata w Bledzie (1979), mistrzostwach świata w Monachium (1981) i mistrzostwach świata w Lozannie (1982).